# Nhiễm trùng sau sinh
Nhiễm trùng sau sinh, còn được gọi là nhiễm khuẩn sau sinh, là bất kỳ nhiễm trùng vi khuẩn nào của bộ phận sinh dục nữ sau sinh con, hay sẩy thai. Các dấu hiệu và triệu chứng thường bao gồm sốt với nhiệt độ lớn hơn 38,0 °C (100,4 °F), ớn lạnh, đau bụng dưới, và có thể chảy dịch khí hư có mùi. Nhiễm trùng thường xảy ra sau 24 giờ đầu tiên và trong vòng mười ngày đầu tiên sau khi sinh con.
Nhiễm trùng phổ biến nhất là ở tử cung và các mô xung quanh được gọi là puerperal sepsis hoặc postpartum metritis. Các yếu tố rủi ro bao gồm mổ lấy thai, sự hiện diện của một số vi khuẩn như Streptococcus nhóm B trong âm đạo, vỡ màng nhầy sớm, khám âm đạo nhiều lần, lấy nhau thai bằng tay và kéo dài thời gian chuyển dạ. Hầu hết các nhiễm trùng liên quan đến một số loại vi khuẩn. Chẩn đoán hiếm khi được hỗ trợ bằng cách nuôi cấy dịch âm đạo hoặc máu. Đối với những người không cải thiện tình trạng sức khỏe, có thể phải chụp y khoa. Các nguyên nhân khác của sốt sau sinh bao gồm vú sưng to, nhiễm trùng đường tiểu, nhiễm trùng vết mổ ở ổ bụng hoặc cắt tầng sinh môn, và chứng tá tràng.
Do nguy hiểm khi mổ lấy thai, tất cả phụ nữ đều nhận được khuyến cáo rằng phải dùng liều dự phòng kháng sinh như ampicillin trong thời gian phẫu thuật. Điều trị các nhiễm trùng đã được xác định bằng kháng sinh, trong đó hầu hết mọi người đều cải thiện sức khỏe trong vòng từ 2 đến 3 ngày. Ở những người có bệnh nhẹ, thuốc kháng sinh uống qua miệng có thể được sử dụng; nếu không thì khuyến cáo truyền kháng sinh qua tĩnh mạch. Kháng sinh thông thường bao gồm một liều ampicillin và gentamicin sau khi sinh, hoặc clindamycin và gentamicin với những phụ nữ phẫu thuật mổ lấy thai. Ở những người sức khỏe không được cải thiện với điều trị trên, các biến chứng khác như áp-xe có thể xuất hiện.
Vào năm 2015, đã xảy ra khoảng 11,8 triệu ca nhiễm trùng sau sinh. Trong các nước phát triển khoảng một đến hai phần trăm phát triển nhiễm trùng tử cung sau khi sinh. Điều này làm tăng từ 5% đến 13% trong số những người đẻ khó và 50% với các ca mổ lấy thai trước khi sử dụng kháng sinh dự phòng. Vào năm 2015, các ca lây nhiễm này đã gây ra 17.900 ca tử vong, so với 34.000 ca tử vong năm 1990. Bệnh này là nguyên nhân của khoảng 10% số ca tử vong trong thời gian mang thai. Những mô tả đầu tiên về tình trạng này bắt đầu từ ít nhất là vào thế kỷ thứ 5 TCN trong các bài viết của Hippocrates. Những ca nhiễm trùng này là nguyên nhân gây tử vong rất phổ biến trong khoảng thời gian sinh nở, bắt đầu ít nhất từ thế kỷ 18 cho đến những năm 1930 khi thuốc kháng sinh được đưa vào sử dụng. Năm 1847, tại Áo, Ignaz Semmelweiss thông qua việc rửa tay với clo đã làm giảm tỷ lệ tử vong do bệnh này từ gần 20% xuống còn 2%.